# Baicalasellus angarensis
Baicalasellus angarensis és una espècie de crustaci isòpode pertanyent a la família dels asèl·lids.
És endèmic al llac Baikal, al qual viu a 3-10 m de fondària sobre els substrats pedregosos.
L'estret parentiu entre Baicalasellus angarensis i Asellus aquaticus suggereix que aquest darrer prové del llac Baikal, el queposa damunt la taula la hipòtesi que aquest llac hagi estat el lloc d'origen dels asèl·lids europeus.